# Walter Koch
Walter Koch (10 de Setembro de 1910 – 23 de Outubro de 1943) foi um militar altamente condecorado, comandante das Fallschirmjäger durante a Segunda Guerra Mundial, que faleceu em circunstâncias incertas após ter criticado Adolf Hitler. Koch, que era condecorado com a Cruz de Cavaleiro da Cruz de Ferro pelas suas acções durante a Batalha da Fortaleza de Eben-Emael  em Maio de 1940, criticou publicamente uma ordem de Hitler denominada Kommandobefehl, na qual os comandos ou tropas especiais inimigas deveriam ser fuziladas se capturadas. Pouco tempo após este acontecimento, faleceu em Berlim devido a alegados feridos de um acidente com uma motocicleta.